# Лукач, Тихамер
Тихамер Лукач (фр. Tihamér Lukács; 18 июля, 1980, Меркуря-Чук, Румыния) — венгерский футболист, полузащитник.

## Карьера
Тихамер Лукач родился в Румынии. Он играл в футбол в составе клуба «Тургумураш» второй лиги местного первенства[когда?]. Футболом юный Лукач начал заниматься после переезда семьи в Венгрию[когда?]. В начале своей карьеры полузащитник выступал за ряд команд низших лиг Венгрии и Австрии. В 2003 году благодаря агенту[какому?] попал в Португалию, где выступал в составе клубов «Эштрела Амадора» и «Униан Мадейра».
В 2009 году Лукач благодаря своему другу и бывшему партнеру Миклошу Гаалу попал в Россию, где заключил контракт с клубом Первого дивизиона «Нижний Новгород». В конце 2009 года покинул клуб, получив приглашение из американской MLS. Однако, в итоге, карьеру продолжил в венгерском «Шиофоке». С 2011 по 2017 год выступал за австрийскую любительскую команду «Эберау».